# 고가촌
고가촌(古賀村)은 나가사키현 기타타카키군에 있던 촌이다. 현재의 나가사키시에 해당한다.

## 역사
- 1889년 4월 1일 - 정촌제 시행에 의해 기타타카키군 고가촌이 성립하였다.
- 1955년 2월 11일 - 도이시촌, 니시소노기군 야가미촌과 합병, 정으로 승격해 히가시나가사키정이 성립하여, 고가촌은 소멸하였다.

## 참고문헌
- 角川日本地名大辞典 42 長崎県